# Rue de Crèvecœur
La rue de Crèvecœur est une rue située à la limite d'Aubervilliers et de La Courneuve dans le département de la Seine-Saint-Denis.

## Situation et accès
Cette voie suit le parcours de la route départementale 27. Elle marque la limite entre Aubervilliers et La Courneuve.
En partant de l'ouest, elle rencontre notamment la rue Mouloud-Aounit, le carrefour du boulevard Pasteur et du boulevard Anatole-France (Route départementale 901), puis la rue Émile-Zola à La Courneuve.

## Origine du nom
Elle est nommée d'après l'ancien hameau de Crèvecœur (Crepicordium) qui se trouve à cet endroit.

## Historique

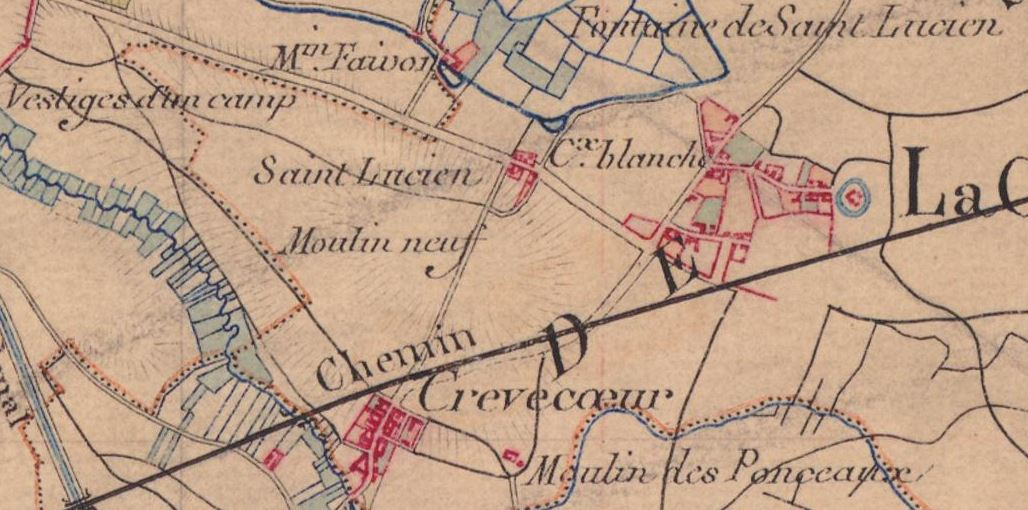
Le hameau de Crèvecœur sur la carte d'état-major, 1820-1866.

Le hameau de Crèvecœur faisait partie de la commune de La Courneuve. Il est attesté en 1374 sous la forme Crievecueur. À cet endroit, le ru de Montfort recevait les affluents du Vivier et du Goulet de la Fontaine.
Un chemin partait de ce hameau et suivait le parcours de l'actuelle rue des Francs-Tireurs, pour se diriger vers St-Lucien.
Autour de ce hameau, restent encore quelques maisons de laboureurs, certaines datant du XVIIIe siècle, comme la ferme Mazier.

## Bâtiments remarquables et lieux de mémoire
- Ancienne émaillerie Edmond Jean, installée en 1910, et par la suite transformée en laboratoire pharmaceutiques puis en local associatif[9].

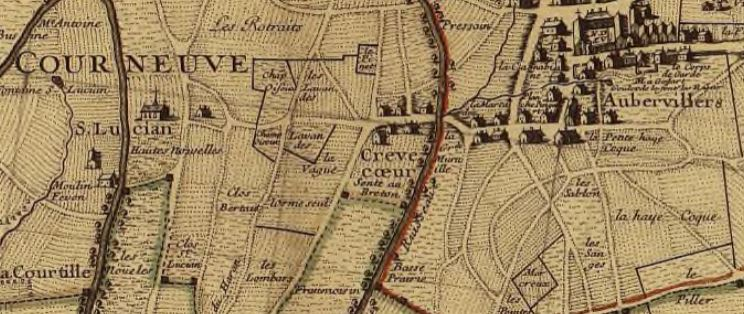
Le hameau de Crèvecœur, sur le plan de Charles Inselin en 1707. Le Nord se trouve sur le côté gauche.
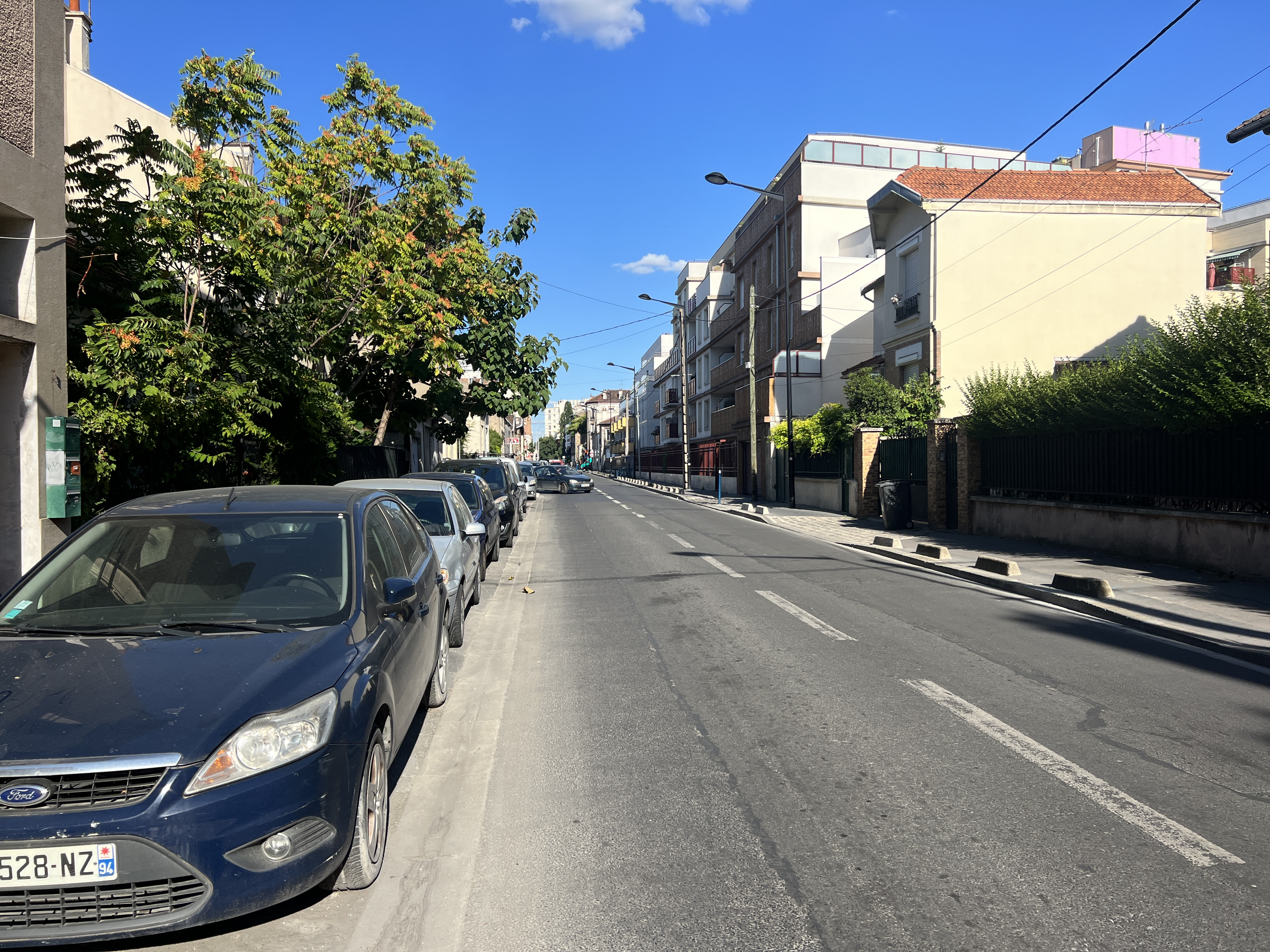
La rue du côté de La Courneuve.
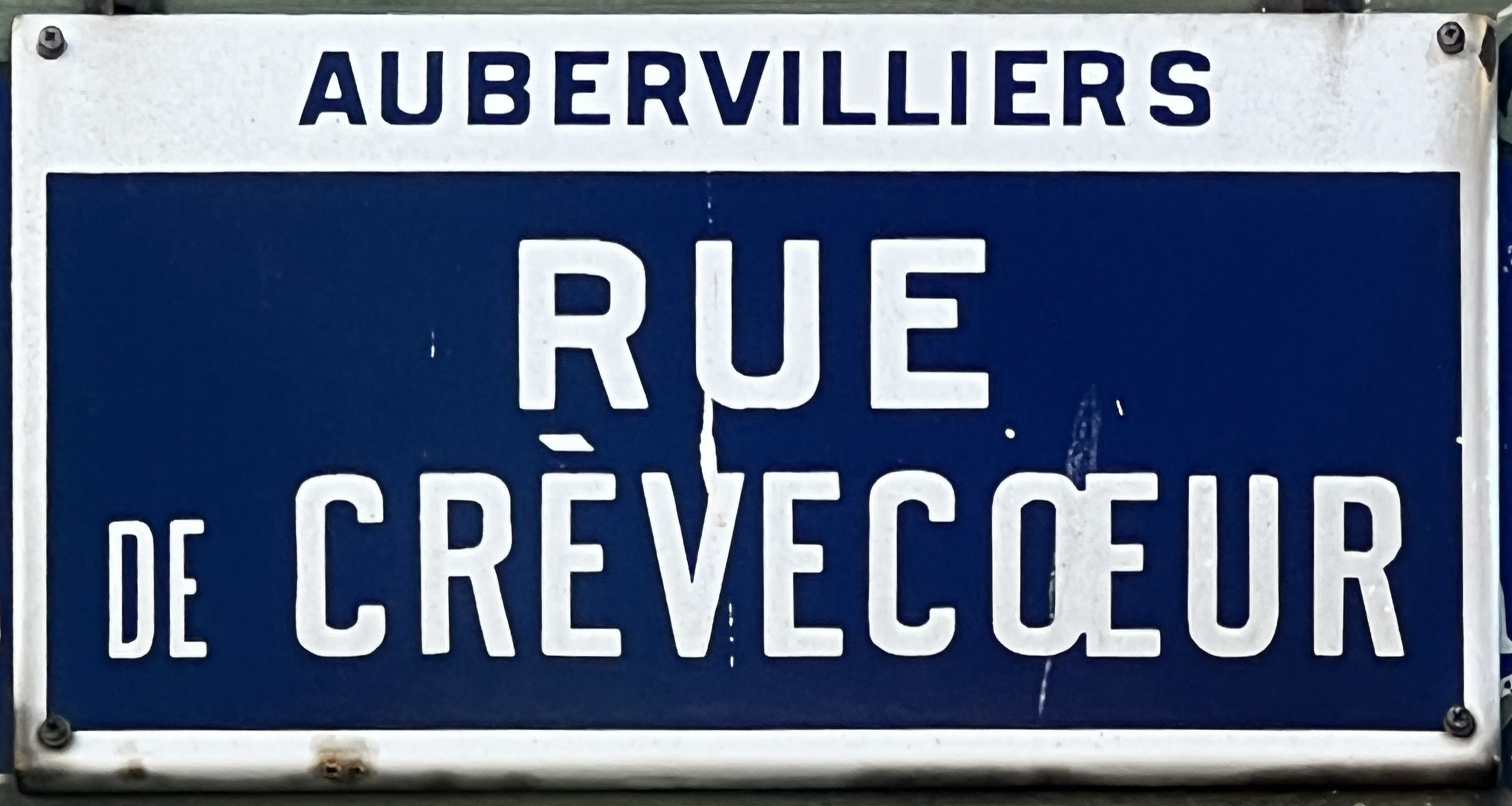
Plaque de la rue à Aubervilliers.
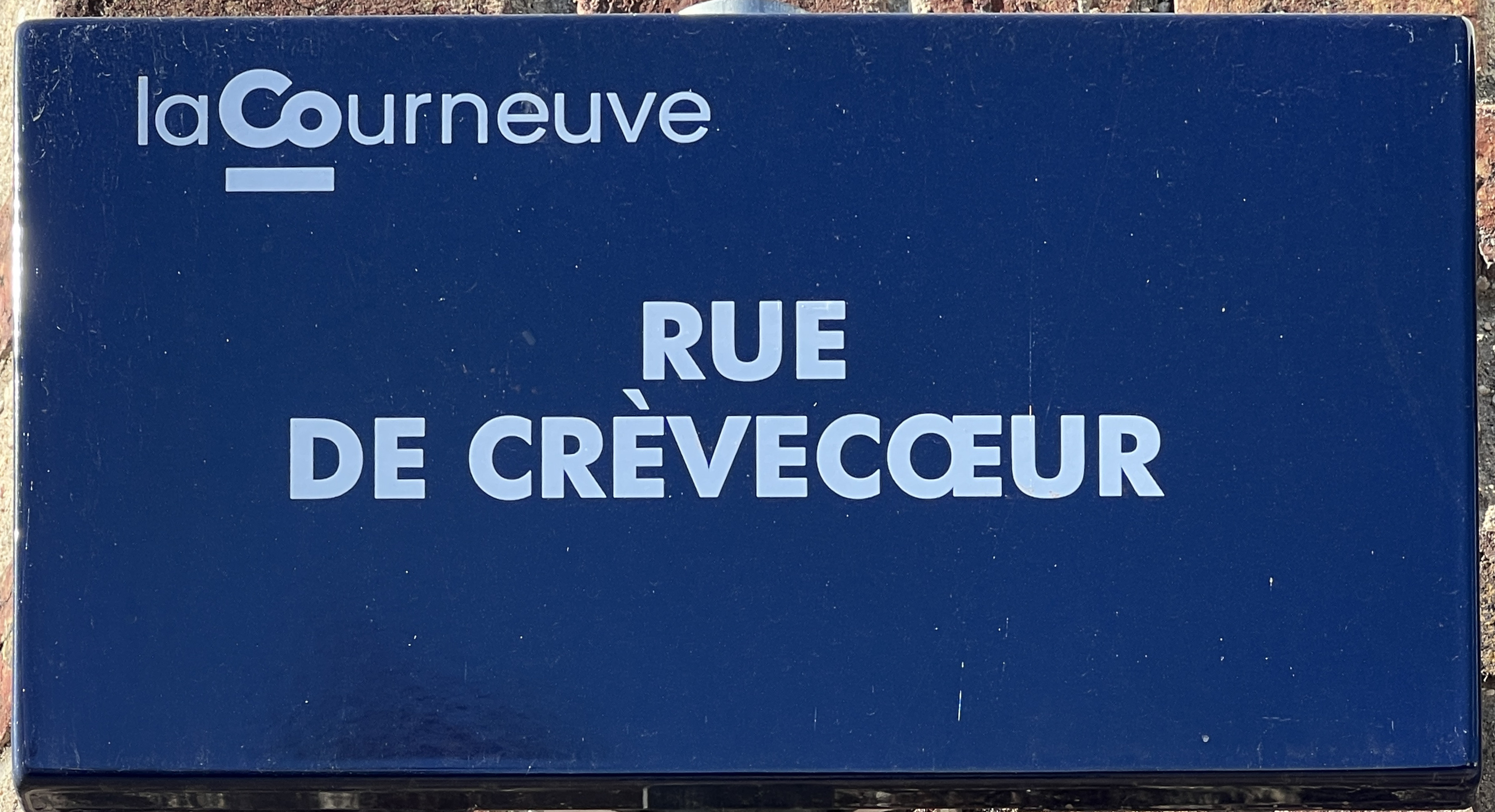
Plaque de la rue à La Courneuve.